# Антрустіони
Антрустіони (лат. antrustio, мн. antrustiones) — дружинники французьких королів з династії Меровінгів, привілейована група франкського суспільства. До VIII століття назва виходить з вжитку. Сам особистий охоронець називається trustis (фр. truste), франкське слово з латинським закінченням, можливо, що означає комфорт, допомогу, вірність, довіру (порівняйте давньоверхньонімецьку trost). Альтернативна етимологія пов'язує його з протогерманським *druhtiz, бойовий загін, звідки давьноверхньонімецький truht та, можливо, слов'янська дружина.
Інформація про антрустіони отримана з однієї з формул Маркульфа і з різних положень Салічного закону.
Здається, антрустіони відігравали важливу роль за часів Хлодвіга. Очевидно, вони сформували армію, яка завойовувала землю, армію, складену переважно франками, з кількома галло-римлянами, які стали на сторону Хлодвіга. Після завоювання роль антрустіонів стала менш важливою. Деяким членам було доручено інші завдання, наприклад, створення гарнізонів у прикордонних містах. Установа, схоже, зникла під час анархії, з якою почалося 8 століття.